# Newell (Californie)
Pour les articles homonymes, voir Newell.
Newell est une census-designated place du comté de Modoc, dans l'État de Californie, aux États-Unis,. En 2020, elle compte une population de 301 habitants.